# Tour de l'Osse
 (novembre 2017).
Si vous disposez d'ouvrages ou d'articles de référence ou si vous connaissez des sites web de qualité traitant du thème abordé ici, merci de compléter l'article en donnant les références utiles à sa vérifiabilité et en les liant à la section « Notes et références ».
La tour de Losse ou tour de Losso, est un édifice du XVIe siècle, situé sur la commune de Cagnano, en Corse, en France.

## Historique
Construite en 1599 aux frais des communautés du cap Corse en raison de son utilité publique.
Elle est gardée par deux « Torregiani » payés par les habitants de Cagnano. En 1667, elle ne dispose d'aucune arme d'aucune sorte.
Après la conquête française elle est gérée par le Service des Ponts et Chaussées, qui la remet par la suite aux services des domaines le 12 octobre 1896.
En 1913 elle est vendue à un habitant de Porticciolo. La même année elle fut rachetée par le Professeur Ambroise Ambrosi, qui la fit protéger aux monuments historiques (inscription en 1927) avant d'en faire donation à la Société des Sciences Historiques et naturelles de la Corse, dont il fut l'un des Présidents et ceci afin de « permettre de conserver un témoin des anciennes fortifications cap-corsines ».
La tour propriété de la Société des Sciences Historiques et naturelles de la Corse a été restaurée entre 1978 et 1980.
Cette tour de défense est aujourd'hui la mieux conservée du cap Corse.